# Campionati del mondo di ciclismo su strada 2020 - Gara in linea maschile Elite
La gara in linea maschile Elite dei Campionati del mondo di ciclismo su strada 2020 si è svolta il 27 settembre 2020 con partenza e arrivo ad Imola, in Italia, su un percorso totale di 258,2 km. La vittoria è stata appannaggio del francese Julian Alaphilippe, il quale ha completato il percorso in 6h38'34" alla media di 38,869 km/h, precedendo il belga Wout van Aert e lo svizzero Marc Hirschi.
Sul traguardo di Imola 88 ciclisti, su 177 partiti dalla medesima località, hanno portato a termine la competizione.

## Percorso
Il percorso prevedeva un circuito collinare di 28,8 km tra i comuni di Imola e Riolo Terme, da affrontare per 9 volte. I corridori hanno affrontato le salite del Mazzolano (2,7 km con 6,1% di pendenza media e 9,8% di pendenza massima) e della Galisterna (2,7 km con 6,4% di pendenza media e 14% di pendenza massima), per un totale di 5000 metri di dislivello. La partenza e l'arrivo hanno avuto entrambe luogo all'Autodromo Enzo e Dino Ferrari di Imola.

## Squadre e corridori partecipanti[1]
| N.      | Cod. | Squadra       |
| ------- | ---- | ------------- |
| 1-8     | DNK  | Danimarca     |
| 9-16    | SVN  | Slovenia      |
| 17-24   | ITA  | Italia        |
| 25-32   | BEL  | Belgio        |
| 33-40   | FRA  | Francia       |
| 41-48   | NLD  | Paesi Bassi   |
| 49-56   | COL  | Colombia      |
| 57-64   | GER  | Germania      |
| 65-72   | ESP  | Spagna        |
| 73-80   | AUS  | Australia     |
| 81-86   | GBR  | Regno Unito   |
| 87-92   | NOR  | Norvegia      |
| 93-98   | RUS  | Russia        |
| 99-104  | POL  | Polonia       |
| 105-108 | NZL  | Nuova Zelanda |
| 109-111 | IRL  | Irlanda       |
| 112-117 | CHE  | Svizzera      |
| 118-120 | ECU  | Ecuador       |
| 121-124 | PRT  | Portogallo    |
| 125-129 | SVK  | Slovacchia    |
| 130-133 | USA  | Stati Uniti   |
| 134-139 | AUT  | Austria       |

| N.      | Cod. | Squadra     |
| ------- | ---- | ----------- |
| 140-143 | CZE  | Rep. Ceca   |
| 144-149 | KAZ  | Kazakistan  |
| 150-151 | ZAF  | Sudafrica   |
| 152-153 | EST  | Estonia     |
| 154     | LUX  | Lussemburgo |
| 155     | UKR  | Ucraina     |
| 156-158 | ERI  | Eritrea     |
| 159-162 | CAN  | Canada      |
| 163-165 | LVA  | Lettonia    |
| 166     | BLR  | Bielorussia |
| 167     | HUN  | Ungheria    |
| 168     | LTU  | Lituania    |
| 169     | AZE  | Azerbaijan  |
| 170     | SWE  | Svezia      |
| 171     | GRC  | Grecia      |
| 172     | JPN  | Giappone    |
| 173     | ROU  | Romania     |
| 174     | CRI  | Costa Rica  |
| 175     | MEX  | Messico     |
| 176     | RWA  | Rwanda      |
| 177     | MAR  | Marocco     |

## Ordine d'arrivo (Top 10)
| Pos. | Corridore             | Squadra   | Tempo    |
| ---- | --------------------- | --------- | -------- |
| 1    | Julian Alaphilippe    | Francia   | 6h38'34" |
| 2    | Wout Van Aert         | Belgio    | a 24"    |
| 3    | Marc Hirschi          | Svizzera  | s.t.     |
| 4    | Michał Kwiatkowski    | Polonia   | s.t.     |
| 5    | Jakob Fuglsang        | Danimarca | s.t.     |
| 6    | Primož Roglič         | Slovenia  | s.t.     |
| 7    | Michael Matthews      | Australia | a 53"    |
| 8    | Alejandro Valverde    | Spagna    | s.t.     |
| 9    | Maximilian Schachmann | Germania  | s.t.     |
| 10   | Damiano Caruso        | Italia    | s.t.     |